# Gát (vízépítés)

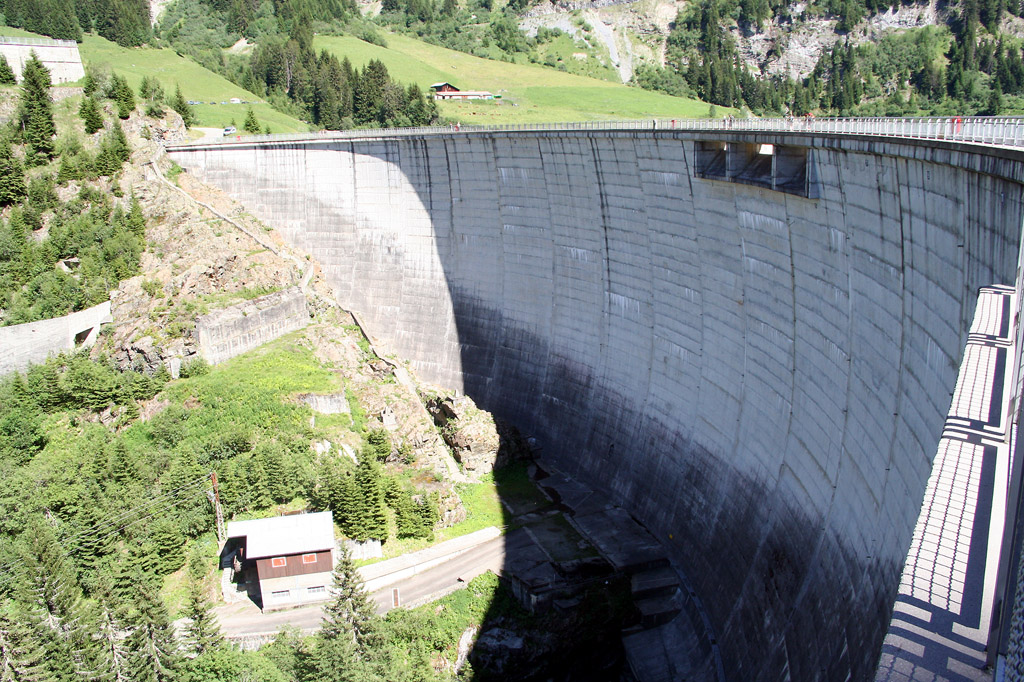
Vízzárógát

A gát (duzzasztógát) valamely vízfolyás keresztirányában kiépített olyan műszaki megoldás, amelynek célja az ott lévő víznek a felduzzasztása, vagy teljes elzárása. A gát felett magasabb a víz, mint a gát alatt, és itt ezért vízbukás állítható elő (vízesés).

## Gátak építésének céljai

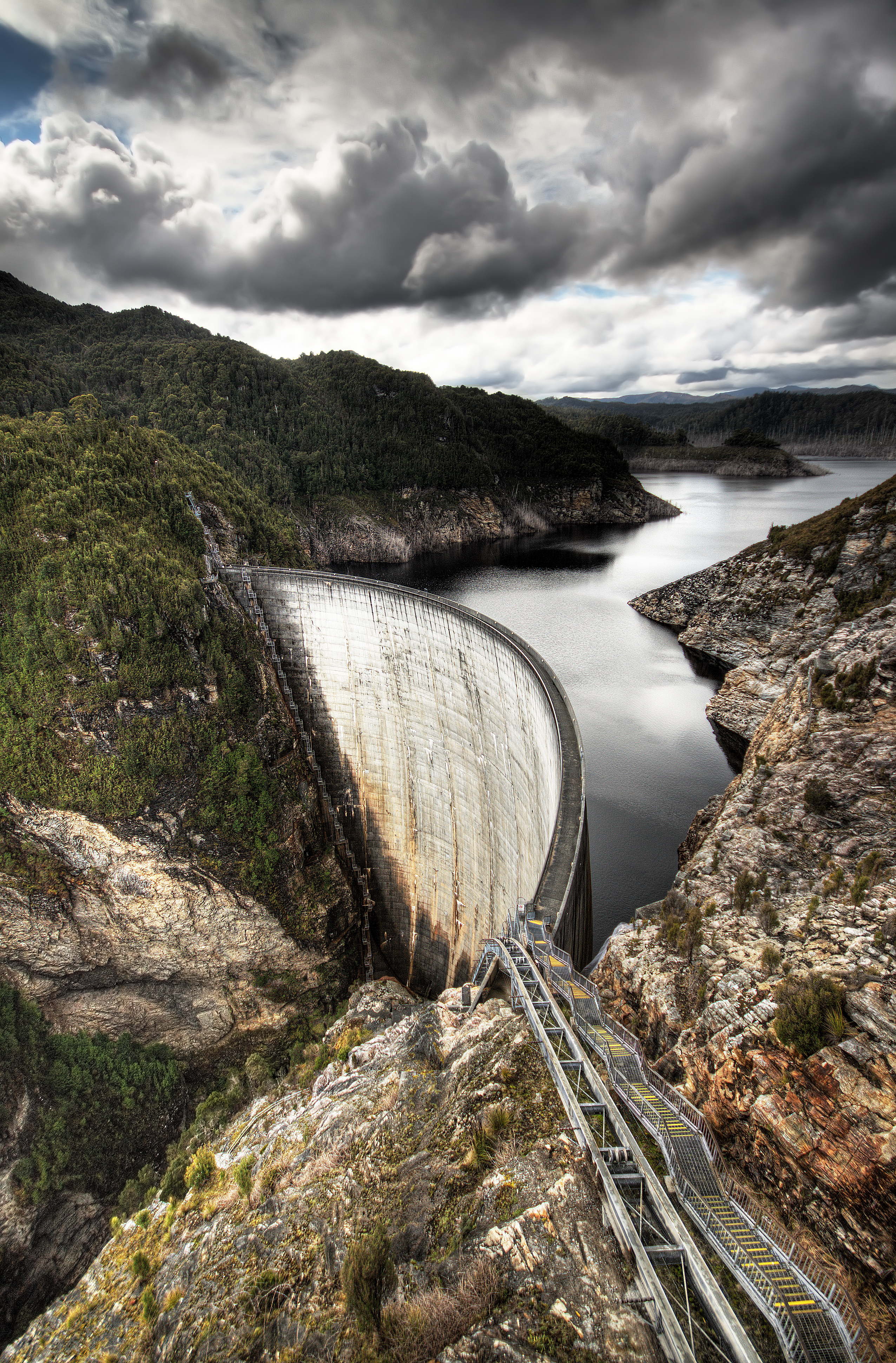
Vízzáró gát Ausztráliában

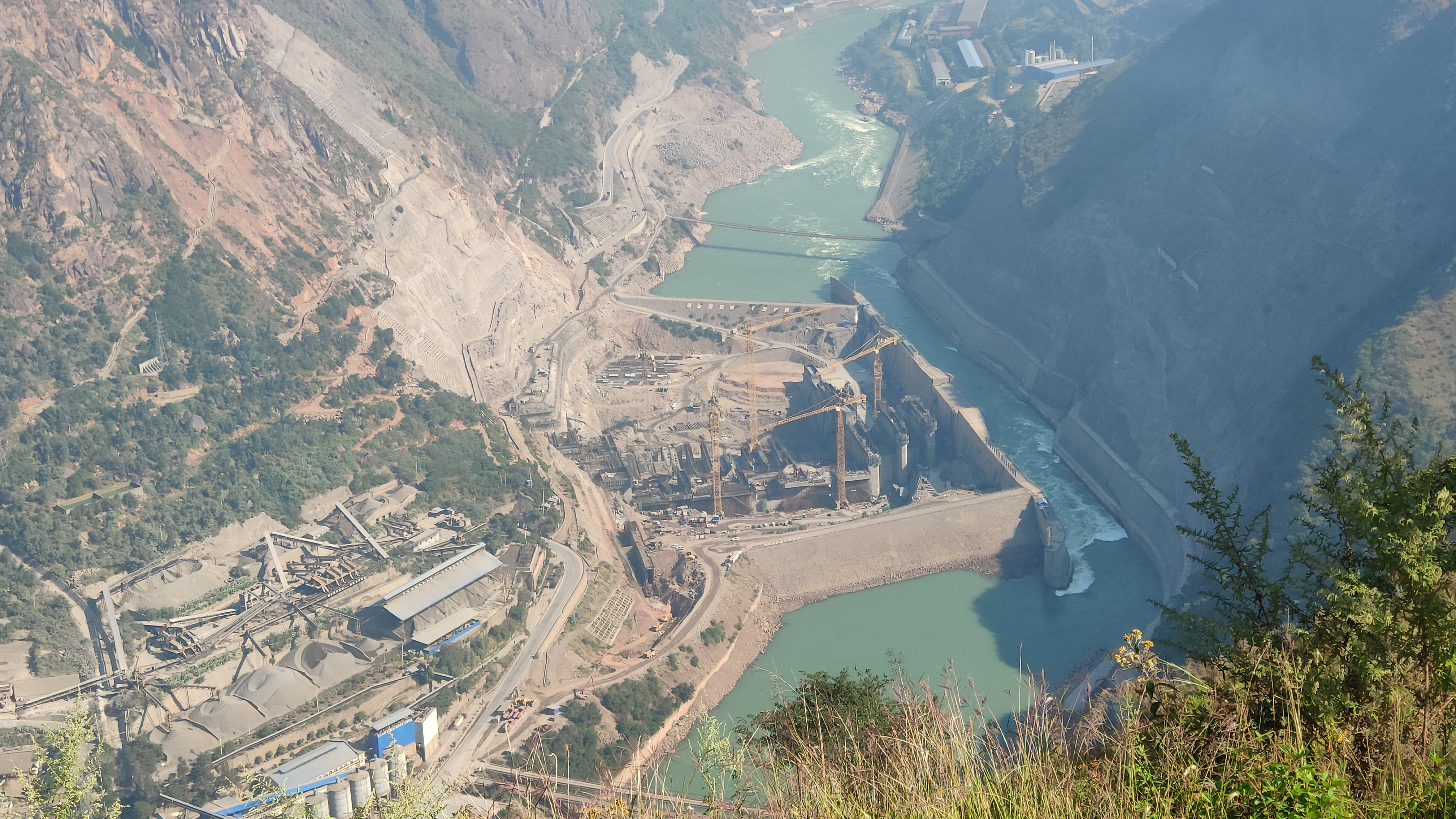
Gátépítés Kínában

A gátak segítségével szabályozhatók a folyók, öntővízhez juthatunk és villamos energiát is termeltethetünk. A gát mögötti völgyet elárasztja a víz. Amennyiben települések találhatók ott, azokat új helyre kell költöztetni. A helyi élővilág is veszélybe kerülhet.

### Vízerő kihasználása
Energiatermelés céljából valamely vízfolyás szelvényét a vízi erejének kihasználására gáttal részben vagy egészben elzárják. Ezáltal a vizet az üzemvízcsatornába terelik. E csatornában áramlik a víz a turbinákhoz.
Felhasználási formák:
- Vízerőmű
- Malomcsatorna

### Völgyzáró gátak
A hegyek között nagy gátakkal egész völgyeket zárnak el. A téli csapadékból nagy mennyiségeket raktároznak el a szárazabb időkre (a száraz évszakokra).
Felhasználási formák:
- völgyzáró gátak

### Folyók csatornázása
A folyók vizét gátakkal felduzzasztják, hogy a hajózás részére nagyobb vízmélységet biztosítsanak.
Felhasználási formák:
- Hajózási csatornák
- mozgógát (lásd. alább)

### Öntözőcsatornák
Vízfolyások, patakok medrébe gátat építenek, és ezáltal a vizet öntözőcsatornákba kényszerítik. Vannak szilárd és mozgógátak. A szilárd gátak kőből vagy fából készülhetnek és állandóan a mederben maradnak. Ha a gát koronája az eredeti vízszint alatt marad, akkor fenékgátnak nevezik. Ha pedig a gát magasabb, az eredeti természetes vízszintnél, bukógátnak hívják. A folyók fattyúágait a szabályozásnál keresztgátakkal (többnyire egyszerű földgátakkal zárják el)
Híresebb öntözőgátak:

## Híresebb gátak
- Temze-gát: London felett építettek egy gátat , hogy megvédjék az áradásoktól. Hatalmas acél zárószerkezetekkel zárják el a víz útját, ha erős dagálykor áradás fenyegetne a folyó felső szakaszán. Kilenc zsilipkapu áll egymás mellett, a folyó egész szélességében. A betonpilléreket nagy teljesítményű motorok mozgatják.
- Hoover-gát
- Asszuáni-gát
- Zuiderzee
- Lesotho Magasföldi Vízlétesítmény